# Гремсдорф
Гремсдорф (нем. Gremsdorf) — община в Германии, в земле Бавария. 
Подчиняется административному округу Средняя Франкония. Входит в состав района Эрланген-Хёхштадт. Подчиняется управлению Хёкстадт ан дер Айш.  Население составляет 1502 человека (на 31 декабря 2010 года). Занимает площадь 12,96 км².
Коммуна подразделяется на 4 сельских округа.

## Население
По оценке на 31 декабря 2015 года население общины Гремсдорф составляет 1619 чел. 

| Дата      | 1840 | 1871 | 1900 | 1925 | 1939 | 1950 | 1961 | 1970 | 1987 | 2011 |
| --------- | ---- | ---- | ---- | ---- | ---- | ---- | ---- | ---- | ---- | ---- |
| Население | 751  | 658  | 683  | 944  | 1226 | 1189 | 1139 | 1058 | 1201 | 1498 |

| Год       | 1960 | 1970 | 1980 | 1990 | 2000 | 2009 | 2010 | 2011 | 2012 | 2013 | 2014 | 2015 |
| --------- | ---- | ---- | ---- | ---- | ---- | ---- | ---- | ---- | ---- | ---- | ---- | ---- |
| Население | 1049 | 1054 | 1141 | 1308 | 1468 | 1532 | 1502 | 1545 | 1557 | 1575 | 1601 | 1619 |